# Nicolò Antinori
Nicolò Antinori (Firenze, 23 novembre 1818 – Firenze, 20 novembre 1882) è stato un politico italiano, deputato del Regno di Sardegna e del Regno d'Italia.

## Biografia
È stato deputato del Regno di Sardegna nel 1860, nella VII legislatura, e poi deputato del Regno d'Italia dal 1861 al 1865, nell'VIII legislatura.